# مايك ووكر (تنس)
مايك ووكر (بالإنجليزية: Mike Walker)‏ مواليد 21 أبريل 1966 في ويلز، هو لاعب كرة مضرب بريطاني سابق وكان يلعب باليد اليسرى. أعلى تصنيف له في الفردي كان المركز الـ 407 في سنة 1986. أعلى تصنيف له في الزوجي كان المركز الـ 392 في سنة 1987.